# Mina Sundwall
Mina Sundwall, född 23 oktober 2001 i New York, är en amerikansk skådespelare. Sundwall har svenskt påbrå.
Sundwall har bland annat medverkat i TV-serierna Lost in Space (2018–2021) och Legends of Tomorrow (2020–2021). Hon har även medverkat i filmen Jesus Revolution från 2023.

## Filmografi (i urval)
- 2018–2021 – Lost in Space (TV-serie) (28 avsnitt)
- 2020–2021: Legends of Tomorrow
- 2023: Jesus Revolution